# Eric Addo
Eric Addo (Accra, 12 november 1978) is een Ghanees voormalig betaald voetballer die doorgaans als verdediger of als verdedigende middenvelder speelde. Hij speelde van 1996 tot en met 2012 voor  Club Brugge, PSV, Roda JC en FC Eindhoven. Addo was daarnaast van 1998 tot en met 2010 international in het Ghanees voetbalelftal, waarvoor hij 45 interlands speelde.

## Carrière
Hij speelde bij de amateurs van Noble Harrics uit Ghana en werd daar door Club Brugge opgepikt. Op 17 augustus 1996 maakte Addo zijn debuut voor de Belgische club. In 1998 werd hij verkozen tot Jonge Profvoetballer van het Jaar. Addo zou in totaal drie seizoenen bij Club Brugge spelen, voordat hij samen met trainer Eric Gerets naar PSV vertrok. .
Daar maakte Addo zijn debuut op 23 oktober 1999 in de met 2-2 gelijkgespeelde thuiswedstrijd tegen FC Twente. Hij maakte zijn eerste doelpunt op 12 december 2001 in een Amstel Cup-wedstrijd tegen RKC Waalwijk.
Bij de Eindhovense voetbalclub brak Addo niet door en in december 2002 werd hij verhuurd aan Roda JC. Hij speelde tussen januari 2003 en december 2004 meer wedstrijden voor Roda JC dan hij in 3,5 seizoen voor PSV had gedaan. PSV haalde hem echter weer terug naar Brabant, maar opnieuw kwam Addo amper aan voetballen toe.
Pas in het laatste jaar onder Guus Hiddink kwam hij geregeld aan spelen toe. Hij verlengde daarom in 2006 zijn aflopende contract met één seizoen. Onder Ronald Koeman kwam hij aanvankelijk wederom weinig aan spelen toe. Om zijn kans op het Ghanees voetbalelftal niet te verspelen, wilde hij aanvankelijk vertrekken in de zomer van 2007. Doordat Manuel da Costa aan het eind van het seizoen zijn vorm niet vast kon houden en toch wat foutjes maakte, bleek Addo een waardige vervanger te zijn. Mede daardoor wist PSV de titel in het seizoen 2006 - 2007 te prolongeren. Addo verlengde hierop zijn contract met twee seizoenen tot de zomer van 2009, dit ondanks interesse van andere clubs. Na het vertrek van Alex naar Chelsea veroverde Addo in het seizoen 2007 - 2008, na acht jaar een marginale rol te hebben gespeeld bij de Eindhovense club, eindelijk een basisplaats. Begin 2008, Sef Vergoossen is dan inmiddels trainer van PSV, moest Addo deze plaats bij PSV afstaan ten gunste van het jonge talent Dirk Marcellis. Addo is niet beschikbaar omdat hij met Ghana op de African Cup of Nations uitkomt, waarin hij een basisplaats had en sterk optrad. Ghana kwam tot de halve finales. Als hij terugkeert bij PSV is hij geblesseerd en weet zijn plaats niet te heroveren.
Jongeling Dirk Marcellis bleek Addo zijn basisplaats te kosten. In Eindhoven moest hij net als de meeste jaren het geval was genoegen nemen met een plek op de bank. In de winterstop van 2009 besloot Addo dat het genoeg was. Roda JC toonde interesse in de Ghanese verdediger, maar PSV-trainer Huub Stevens weigerde Addo te laten gaan. Hij werd toch aan Roda JC verhuurd.
Op 5 juni 2009 maakte Addo de definitieve overstap naar Roda JC. Hij tekende een tweejarig contract. Er werd voor hem geen afkoopsom betaald, omdat zijn contract bij PSV afliep.
Zijn contract liep medio 2011 af. Na een half jaar zonder club gezeten te hebben, tekende hij in januari 2012 op amateurbasis bij FC Eindhoven. Op 28 maart 2012 werd bekend dat Addo per direct vertrok bij FC Eindhoven, waar hij tot vier wedstrijden kwam in het eerste elftal.

## Clubstatistieken
| Seizoen | Club         | Competitie     | Duels | Goals |
| ------- | ------------ | -------------- | ----- | ----- |
| 1996/97 | Club Brugge  | Eerste klasse  | 18    | 1     |
| 1997/98 | Club Brugge  | Eerste klasse  | 29    | 3     |
| 1998/99 | Club Brugge  | Eerste klasse  | 18    | 1     |
| 1999/00 | PSV          | Eredivisie     | 6     | 0     |
| 2000/01 | PSV          | Eredivisie     | 6     | 0     |
| 2001/02 | PSV          | Eredivisie     | 9     | 0     |
| 2002/03 | PSV          | Eredivisie     | 3     | 0     |
| 2002/03 | → Roda JC    | Eredivisie     | 16    | 0     |
| 2003/04 | → Roda JC    | Eredivisie     | 11    | 0     |
| 2003/04 | PSV          | Eredivisie     | 8     | 0     |
| 2004/05 | PSV          | Eredivisie     | 2     | 0     |
| 2005/06 | PSV          | Eredivisie     | 20    | 1     |
| 2006/07 | PSV          | Eredivisie     | 14    | 0     |
| 2007/08 | PSV          | Eredivisie     | 12    | 1     |
| 2008/09 | PSV          | Eredivisie     | 2     | 1     |
| 2008/09 | → Roda JC    | Eredivisie     | 6     | 1     |
| 2009/10 | Roda JC      | Eredivisie     | 12    | 0     |
| 2010/11 | Roda JC      | Eredivisie     | 13    | 0     |
| 2011/12 | FC Eindhoven | Eerste divisie | 4     | 0     |
| Totaal  | Totaal       | Totaal         | 209   | 9     |

## Erelijst
- SuperCup van België: 1996, 1998 (Club Brugge)
- Kampioen van België: 1998 (Club Brugge)
- Kampioen van Nederland: 2000, 2001, 2005, 2006, 2007, 2008 (PSV)
- Beker van Nederland: 2005 (PSV)
- Johan Cruijff schaal: 2000, 2001, 2008 (PSV)
- Jeugdkampioen Ghana: 1994

## Persoonlijke titels
- Ebbenhouten Schoen: 1998